# Радош Дедић
Радош Дедић (Бар, 17. мај 1993) је црногорски фудбалер. Од 2007. године наступа за омладинску репрезентацију Црне Горе. Играо је за Будућност. А данас наступа за ФК Koм. У својој фудбалској каријери постигао је 6 голова. Свих 6 голова дао је у дресу Будућности, а 2012. године је потписао уговор са Забјелом. Играо је са омладинцима у групној фази квалификација за Свјетско првенство у фудбалу за кадете 2010. године. Одбрамбен је играч, изузетак је био када је за Биудућност 2009/10 играо у везном реду.